# 香港基督教女青年會中樂團
香港女青中樂團，為香港基督教女青年會會轄下的興趣小組，前身為成立於1962年隸屬於學生少年部的「勵志團音樂組」，活動包括口琴和牧童笛。
1964年，幾位熱愛中樂的組員將「音樂組」易名為「中樂組」，在1980年易名為「中樂團」。樂團的宗旨是「希望同學、朋友們，除了能提高對中國音樂的認識、對某種樂器的演奏技術外，亦體會到樂隊群策群力、互助互愛的團體生活之可貴」。樂團定期舉辦各類型的演出活動，以向普羅大眾介紹各種不同風格的中國音樂，同時亦為本地年青樂手提供訓練及演出機會。
1966年首次於香港大會堂舉辦綜合音樂會。其後，樂團差不多每年均舉行周年音樂會，亦經常與其他團體交流合作。
1987年暑假，因女青總會所需要重建，樂團從麥當奴道遷往位於西環的觀龍樓社區服務處。1990年，新總會所大樓落成，樂團在同年7月遷往該址，同年9月下旬在沙田大會堂和香港大會堂舉行音樂會。 
1992年，樂團舉辦成立30周年紀念音樂會。
1997年7月1日聯同本港20多個業餘樂團組成「香港聯合中樂團」演出「群英譜新篇：九七回歸音樂會」。
2006年10月1日聯同本港40多個樂團參與香港中樂協會成立音樂會演出。

## 曾與合作機構、團體
- 市政局
- 培聲中樂團（1985年）
- 理工中樂組（交流會）
- 廣州星海音樂學院導師團（短期訓練班）
- 音樂事務統籌處：1985年至1988年間參加「樂韻播萬千計劃」，在星期六早上到不同地區的小學作巡迴演出。
- 宏光國樂團
- 樂樂國樂團（1996年「偕樂易友百載情」音樂會）
- 中華粵樂團（1990年）

## 曾與合作音樂家
- 夏飛雲
- 景建樹
- 王甫建
- 李鎮
- 馬迪
- 齊．寶力高
- 楊惟
- 姜克美
- 張高翔
- 郭雅志
- 何濤
- 衛承發
- 何文川
- 彭銳聲
- 盧偉良

## 脚注
1. ↑  .   [2014-06-10]. （原始内容存档于2014-07-14）. （页面存档备份，存于）
2. ↑  .   [2014-06-10]. （原始内容存档于2014-07-14）. （页面存档备份，存于）